# Natal'ja Paderina
Natal'ja Fëdorovna Paderina (in russo Наталья Фёдоровна Падерина?; Sverdlovsk, 1º novembre 1975) è una tiratrice a segno russa.

## Palmarès

### Olimpiadi
- 1 medaglia:
  - 1 argento (Pechino 2008 nella pistola 10 m aria compressa)